# Penobscot County
Penobscot County ist ein County im Bundesstaat Maine der Vereinigten Staaten. Der Sitz der Countyverwaltung (County Seat) befindet sich in Bangor.

## Geschichte
Das County wurde am 15. Februar 1816 aus Teilen des Hancock County gebildet. Benannt wurde es nach dem Penobscot River, dem längsten Fluss Maines, der das County durchfließt.
107 Bauwerke und Stätten des Countys sind im National Register of Historic Places eingetragen (Stand 11. November 2017).
Im County befindet sich das Katahdin Woods and Waters National Monument.

## Geographie
Nach Angaben des U.S. Census Bureau hat das County eine Fläche von 9210 Quadratkilometern. Davon sind 415 Quadratkilometer Wasserflächen; das entspricht einem Anteil von 4,51 Prozent an der Gesamtfläche. Das County grenzt im Uhrzeigersinn an die Countys: Aroostook County, Washington County, Hancock County, Waldo County, Somerset County und Piscataquis County.
Das County wird vom Office of Management and Budget zu statistischen Zwecken als Bangor, ME Metropolitan Statistical Area geführt.

## Demografische Daten

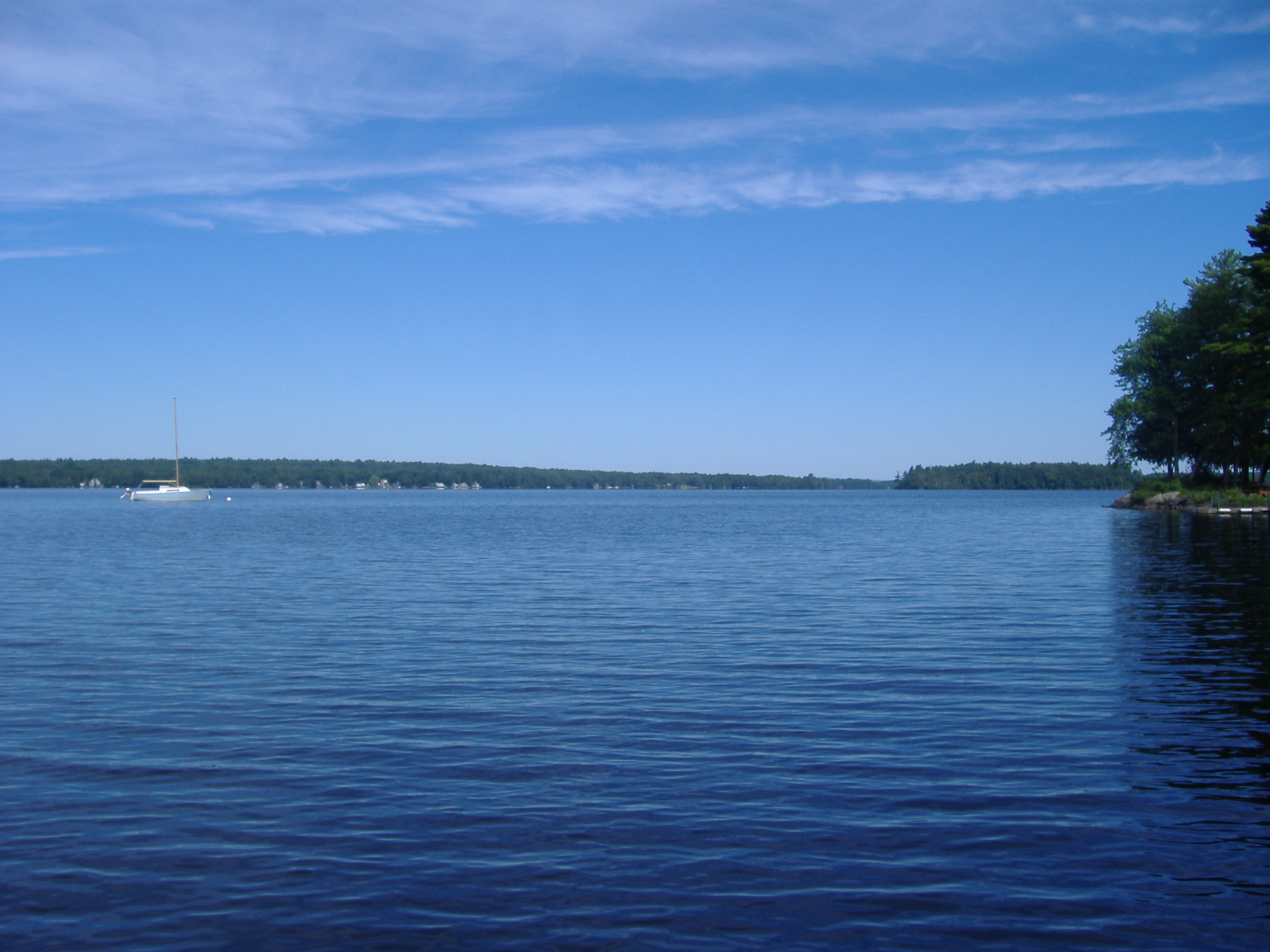
Der Pushaw Lake

Nach der Volkszählung im Jahr 2000 lebten im County 144.919 Menschen. Es gab 58.096 Haushalte und 3.782 Familien. Die Bevölkerungsdichte betrug 16 Einwohner pro Quadratkilometer. Ethnisch betrachtet setzte sich die Bevölkerung zusammen aus 96,60 % Weißen, 0,49 % Afroamerikanern, 1,00 % amerikanischen Ureinwohnern, 0,70 % Asiaten, 0,03 % Bewohnern aus dem pazifischen Inselraum und 0,23 % aus anderen ethnischen Gruppen; 0,96 % stammten von zwei oder mehr ethnischen Gruppen ab. 0,61 % der Bevölkerung waren spanischer oder lateinamerikanischer Abstammung.
Von den 58.096 Haushalten hatten 30,10 % Kinder und Jugendliche unter 18 Jahre, die bei ihnen lebten. 51,50 % waren verheiratete, zusammenlebende Paare, 9,90 % waren allein erziehende Mütter. 34,90 % waren keine Familien. 26,70 % waren Singlehaushalte und in 10,00 % lebten Menschen im Alter von 65 Jahren oder darüber. Die Durchschnittshaushaltsgröße betrug 2,38 und die durchschnittliche Familiengröße lag bei 2,88 Personen.
Auf das gesamte County bezogen setzte sich die Bevölkerung zusammen aus 22,80 % Einwohnern unter 18 Jahren, 11,30 % zwischen 18 und 24 Jahren, 29,00 % zwischen 25 und 44 Jahren, 23,80 % zwischen 45 und 64 Jahren und 13,10 % waren 65 Jahre alt oder darüber. Das Durchschnittsalter betrug 37 Jahre. Auf 100 weibliche Personen kamen 95,30 männliche Personen, auf 100 Frauen im Alter ab 18 Jahren kamen statistisch 92,30 Männer.
Das jährliche Durchschnittseinkommen eines Haushalts betrug 34.274 USD, das Durchschnittseinkommen der Familien betrug 42.206 USD. Männer hatten ein Durchschnittseinkommen von 32.824 USD, Frauen 23.346 USD. Das Prokopfeinkommen betrug 17.801 USD. 13,70 % der Bevölkerung und 9,70 % der Familien lebten unterhalb der Armutsgrenze. 15,00 % davon waren unter 18 Jahre und 11,10 % waren 65 Jahre oder älter.

## Städte und Gemeinden
Penobscot County ist unterteilt in 59 Verwaltungseinheiten; drei Citys, 52 Towns und vier Plantations. Daneben gibt es eine Indianer-Reservation sowie sieben Unorganized Territorys.
| Ortschaft        | Status     | Einwohner (2020) | Gesamte Fläche [km²] | Landfläche [km²] | Bevölkerungsdichte [Einwohner / km²] | Gründung         | Besonderheit |
| ---------------- | ---------- | ---------------- | -------------------- | ---------------- | ------------------------------------ | ---------------- | --- |
| Alton            | Town       | 829              | 110,2                | 109,6            | 7,5                                  | 9. März 1844     | |
| Bangor           | City       | 31.753           | 89,6                 | 88,7             | 354,4                                | 24. Februar 1834 | Shire Town des Countys |
| Bradford         | Town       | 1.184            | 106,7                | 106,7            | 11,1                                 | 12. März 1831    | |
| Bradley          | Town       | 1.532            | 131,2                | 128,3            | 11,7                                 | 3. Feb. 1835     | |
| Brewer           | City       | 9.672            | 40,6                 | 39,5             | 238,2                                | 22. Feb. 1812    | |
| Burlington       | Town       | 373              | 145,7                | 139,9            | 2,6                                  | 8. März 1832     | |
| Carmel           | Town       | 2.867            | 95,6                 | 94,6             | 30,0                                 | 21. Juni 1811    | |
| Carroll          | Plantation | 138              | 114,3                | 113,8            | 1,2                                  | 1937             | Am 30. März 1845 als Town organisiert, verlor den Status und wurde 1937 als Plantation organisiert                                                               |
| Charleston       | Town       | 1.551            | 105,1                | 105,0            | 14,8                                 | 16. Feb. 1811    | |
| Chester          | Town       | 549              | 118,7                | 118,7            | 4,6                                  | 26. Feb. 1834    | |
| Clifton          | Town       | 840              | 93,0                 | 89,4             | 9,0                                  | 8. Aug. 1848     | |
| Corinna          | Town       | 2.221            | 102,2                | 100,2            | 21,7                                 | 11. Dez. 1816    | |
| Corinth          | Town       | 2.900            | 104,3                | 104,3            | 27,8                                 | 21. Juni 1811    | |
| Dexter           | Town       | 3.803            | 96,2                 | 91,0             | 39,5                                 | 17. Juni 1816    | |
| Dixmont          | Town       | 1.211            | 94,4                 | 94,0             | 12,8                                 | 28. Feb. 1807    | |
| Drew             | Plantation | 26               | 101,3                | 98,5             | 0,3                                  | 8. Sep. 1856     | Am 5. April 1921 wurde Drew zur Town erhoben, durch die Folgen der Great Depression verlor Drew diesen Status und ist seitdem wieder als Plantation organisiert. |
| East Millinocket | Town       | 1.572            | 20,2                 | 18,4             | 77,8                                 | 21. Feb. 1907    | |
| Eddington        | Town       | 2.194            | 68,7                 | 64,7             | 31,9                                 | 22. Feb. 1811    | |
| Edinburg         | Town       | 134              | 90,7                 | 90,7             | 1,5                                  | 31. Jan. 1835    | |
| Enfield          | Town       | 1.435            | 85,5                 | 71,6             | 16,8                                 | 31. Jan. 1835    | |
| Etna             | Town       | 1.226            | 64,7                 | 64,3             | 18,9                                 | 15. Feb. 1820    | |
| Exeter           | Town       | 963              | 100,0                | 99,9             | 9,6                                  | 16. Feb. 1811    | |
| Garland          | Town       | 1.026            | 98,3                 | 97,6             | 10,4                                 | 16. Feb. 1811    | |
| Glenburn         | Town       | 4.648            | 75,5                 | 70,4             | 61,6                                 | 29. Jan. 1822    | |
| Greenbush        | Town       | 1.444            | 113,9                | 113,4            | 12,7                                 | 28. Feb. 1834    | |
| Hampden          | Town       | 7.709            | 100,6                | 98,3             | 76,6                                 | 24. Feb. 1794    | |
| Hermon           | Town       | 6.461            | 95,3                 | 92,9             | 67,8                                 | 13. Juni 1814    | |
| Holden           | Town       | 3.277            | 84,3                 | 81,1             | 38,9                                 | 13. Apr. 1852    | |
| Howland          | Town       | 1.094            | 92,3                 | 90,4             | 11,9                                 | 10. Feb. 1826    | |
| Hudson           | Town       | 1.416            | 103,7                | 97,5             | 13,7                                 | 25. Feb. 1825    | |
| Kenduskeag       | Town       | 1.346            | 43,4                 | 43,4             | 31,0                                 | 20. Feb. 1852    | |
| LaGrange         | Town       | 635              | 128,2                | 128,1            | 5,0                                  | 21. Feb. 1832    | |
| Lakeville        | Town       | 104              | 170,4                | 151,1            | 0,7                                  | 29. Feb. 1868    | |
| Lee              | Town       | 916              | 103,0                | 100,2            | 8,9                                  | 3. Feb. 1832     | |
| Levant           | Town       | 2.940            | 77,9                 | 77,9             | 37,7                                 | 14. Juni 1813    | |
| Lincoln          | Town       | 4.853            | 193,3                | 175,7            | 25,1                                 | 30. Jan. 1829    | |
| Lowell           | Town       | 368              | 104,2                | 99,2             | 3,5                                  | 9. Feb. 1837     | |
| Mattawamkeag     | Town       | 596              | 98,5                 | 97,7             | 6,1                                  | 14. Feb. 1860    | |
| Maxfield         | Town       | 89               | 49,7                 | 49,0             | 1,8                                  | 6. Feb. 1824     | |
| Medway           | Town       | 1.187            | 106,6                | 106,2            | 11,1                                 | 8. Feb. 1875     | |
| Milford          | Town       | 3.069            | 118,6                | 118,2            | 25,9                                 | 28. Feb. 1833    | |
| Millinocket      | Town       | 4.114            | 47,2                 | 41,3             | 87,2                                 | 16. März 1901    | |
| Mount Chase      | Town       | 187              | 97,7                 | 94,9             | 1,9                                  | 2. März 1864     | |
| Newburgh         | Town       | 1.595            | 80,4                 | 80,3             | 19,8                                 | 15. Feb. 1819    | |
| Newport          | Town       | 3.133            | 95,8                 | 76,4             | 32,7                                 | 14. Juni 1814    | |
| Old Town         | City       | 7.431            | 112,1                | 100,46           | 66,3                                 | 16. März 1840    | |
| Orono            | Town       | 11.183           | 50,8                 | 47,1             | 220,1                                | 12. März 1806    | |
| Orrington        | Town       | 3.812            | 70,8                 | 64,7             | 53,8                                 | 21. März 1788    | |
| Passadumkeag     | Town       | 356              | 59,8                 | 59,4             | 6,0                                  | 31. Jan. 1835    | |
| Patten           | Town       | 881              | 99,1                 | 98,9             | 8,9                                  | 16. Apr. 1841    | |
| Plymouth         | Town       | 1.325            | 80,4                 | 77,0             | 16,5                                 | 21. Feb. 1826    | |
| Seboeis          | Plantation | 40               | 108,2                | 103,6            | 0,4                                  | 31. März 1890    | |
| Springfield      | Town       | 293              | 99,8                 | 99,7             | 2,9                                  | 12. Feb. 1834    | |
| Stacyville       | Town       | 380              | 102,4                | 102,4            | 3,7                                  | 21. Juli 1860    | |
| Stetson          | Town       | 1.186            | 94,9                 | 90,6             | 12,5                                 | 28. Jan. 1831    | |
| Veazie           | Town       | 1.814            | 8,3                  | 7,9              | 218,6                                | 26. März 1853    | |
| Webster          | Plantation | 68               | 95,1                 | 94,9             | 0,7                                  | 1. Sep. 1856     | |
| Winn             | Town       | 399              | 113,6                | 113,2            | 3,5                                  | 21. März 1857    | |
| Woodville        | Town       | 201              | 110,7                | 110,7            | 1,8                                  | 28. Februar 1895 | |

| - Dexter (CDP) (2.093) - East Millinocket (CDP) (1.560) - Hampden (CDP) (4.516) | - Howland (CDP) (947) - Lincoln (CDP) (2.667) - Milford (CDP) (2.211) | - Millinocket (CDP) (4.104) - Newport (CDP) (1690) - Orono (CDP) (10.185) |

Unorganized Territory
- Argyle (255)
- East Central Penobscot (308)
- Kingman (137)
- North Penobscot (405)
- Prentiss (169)
- Twombly Ridge (0)
- Whitney (6)

Indianerreservat
- Penobscot Indian Island Reservation (370)